# نیکسون (پنسیلوانیا)
نیکسون (به انگلیسی: Nixon) یک منطقهٔ مسکونی در ایالات متحده آمریکا است که در شهرستان باتلر، پنسیلوانیا واقع شده‌است. نیکسون ۶٫۹۹ کیلومتر مربع مساحت و ۱٬۳۷۳ نفر جمعیت دارد و ۳۷۷٫۹۶ متر بالاتر از سطح دریا واقع شده‌است.